# Saphanus
Genre
Saphanus est un genre de coléoptères de la famille des Cerambycidae.

## Liste d'espèces
Selon Catalogue of Life (26 août 2014) :
- Saphanus piceus